# Organisation internationale de la Francophonie
Organisation internationale de la Francophonie ("Frankofonins internationella organisation"; OIF), är en internationell samarbetsorganisation för fransktalande länder och områden. Organisationen hade år 2010 56 medlemsländer och medlemsregioner samt 14 med observatörsstatus.

## Historik och verksamhet
Organisationen bildades 1970 under namnet Agence de coopération culturelle et technique (ACCT). Dess nuvarande namn antogs 1998.
Ursprungligen bestod organisationen av länder där franska var officiellt språk. De flesta av medlemsländerna var i början före detta franska kolonier, vilka i regel även var medlemmar av Franska samväldet.
Senare har även ett antal länder med svagare anknytning till Frankrike och det franska språket blivit medlemmar. Exempel på dessa är Albanien, Nordmakedonien och Moldavien. Där finns även länder som gränsar till tidigare franska kolonier och därför har stort handelsutbyte med dessa; exempel från Afrika är Ekvatorialguinea, São Tomé och Príncipe och Kap Verde.
Länderna inom OIF samlas vartannat år till ett toppmöte. Organisationens generalsekreterare är sedan 2003 Abdou Diouf, före detta president i Senegal.

## Medlemmar och associerade
- Albanien (sedan 1999)
- Andorra (sedan 2004)
- Armenien (sedan 2012)
- Belgien (sedan 1970)
- Benin (sedan 1970)
- Bulgarien (sedan 1993)
- Burkina Faso (sedan 1970)
- Burundi (sedan 1970)
- Centralafrikanska republiken (sedan 1973)
- Demokratiska republiken Kongo (Kongo-Kinshasa; sedan 1977)
- Djibouti (sedan 1977)
- Dominica (sedan 1979)
- Egypten (sedan 1983)
- Ekvatorialguinea (sedan 1989)
- Frankrike (sedan 1970)
- Franska gemenskapen i Belgien (sedan 1980)
- Gabon (sedan 1970)
- Grekland (sedan 2004)
- Guinea (sedan 1981)
- Guinea-Bissau (sedan 1979)
- Haiti (sedan 1970)
- Kambodja (sedan 1993)
- Kamerun (sedan 1991)
- Kanada (sedan 1970)
- Kap Verde (sedan 1996)
- Komorerna (sedan 1977)
- Kongo-Kinshasa (sedan 1977)
- Laos (sedan 1991)
- Libanon (sedan 1973)
- Luxemburg (sedan 1970)
- Madagaskar (1970–77; sedan 1989)
- Mali (sedan 1970)
- Marocko (sedan 1981)
- Mauritius (sedan 1970)
- Mauretanien (sedan 1980)
- Moldavien (sedan 1996)
- Monaco (sedan 1970)
- Niger (sedan 1970)
- New Brunswick (Kanada)
- Nordmakedonien (sedan 2001)
- Québec (Kanada)
- Republiken Kongo (Kongo-Brazzaville; sedan 1981)
- Rumänien (sedan 1993)
- Rwanda (sedan 1970)
- Saint Lucia (sedan 1981)
- São Tomé och Príncipe (sedan 1999)
- Schweiz (sedan 1996)
- Senegal (sedan 1976)
- Seychellerna (sedan 1976)
- Tchad (sedan 1970)
- Togo (sedan 1970)
- Tunisien (sedan 1970)
- Vanuatu (sedan 1979)
- Vietnam (sedan 1970)

Associerade medlemmar
- Cypern (sedan 2006)
- Ghana (sedan 2006)
- Nya Kaledonien (sedan 2016)
- Qatar (sedan 2012)

### Observatörer
- Argentina (sedan 2016)
- Bosnien och Hercegovina (sedan 2010)
- Costa Rica (sedan 2014)
- Dominikanska republiken (2010)
- Estland (sedan 2010)
- Förenade arabemiraten (sedan 2010)
- Georgien (sedan 2004)
- Ontario (sedan 2016)
- Kosovo (sedan 2014)
- Kroatien (sedan 2004)
- Lettland (sedan 2008)
- Litauen (sedan 1999)
- Mexiko (sedan 2014)
- Moçambique (sedan 2006)
- Montenegro (sedan 2010)
- Polen (sedan 1997)
- Serbien (sedan 2006)
- Slovakien (sedan 2002)
- Slovenien (sedan 1999)
- Sydkorea (sedan 2016)
- Thailand (sedan 2008, avstängd)
- Tjeckien (sedan 1999)
- Ukraina (sedan 2006)
- Ungern (sedan 2004)
- Uruguay (sedan 2012)
- Österrike (sedan 2004)

## Toppmöten
| Toppmöte | Plats        | Datum                |
| -------- | ------------ | -------------------- |
| I        | Versailles   | 17–19 februari 1986  |
| II       | Québec       | 2–4 september 1987   |
| III      | Dakar        | 24–26 maj 1989       |
| IV       | Paris        | 19–21 november 1991  |
| V        | Grand Baie   | 16–18 oktober 1993   |
| VI       | Cotonou      | 2–4 december 1995    |
| VII      | Hanoi        | 14–16 november 1997  |
| VIII     | Moncton      | 3–5 september 1999   |
| IX       | Beirut       | 18-20 oktober 2002   |
| X        | Ouagadougou  | 26–27 oktober 2004   |
| XI       | Bukarest     | 28-29 september 2006 |
| XII      | Québec       | 17–19 oktober 2008   |
| XIII     | Montreux     | 22–24 oktober 2010   |
| XIV      | Kinshasa     | 12–14 oktober 2012   |
| XV       | Dakar        | 28–30 november 2014  |
| XVI      | Antananarivo | 26–27 november 2016  |
| XVII     | Jerevan      | 2018                 |
| XVIII    | Tunis        | 2020                 |